# Dana Zzyym
 (août 2023).
Dana Alix Zzyym (naissance en 1958) est vétéran de l'United States Navy et milite pour les droits des personnes intersexes,. Non-binaire et intersexe, Zzyym s'engage dans une bataille judiciaire de six ans et devient la première personne américaine détentrice d'un passeport américain officiel dont la mention de genre est « X » (au lieu d'indiquer soit « M » pour masculin, soit « F » pour féminin).

## Jeunesse
Zzyym naît en 1958 dans une famille de militaires (military brat). Zzyym estime que ce milieu familial excluait tout rapprochement avec la communauté queer au cours de sa jeunesse en raison de l'homophobie régnant dans les forces armées des États-Unis. En 1978, Zzyym s'engage dans l'US Navy au poste de machiniste (en). Les parents de Zzyym taisent à l'enfant sa nature intersexe, si bien que Zzyym découvre par ses propres moyens son identité et les opérations chirurgicales consenties par ses parents à son égard, et n'apprend ces informations qu'après avoir quitté l'US Navy.

## Militantisme
Zzyym s'investit dans l'organisation non gouvernementale Intersex Campaign for Equality (en) et y officie en tant que directeur associé ou directrice associée,,.

## Bataille judiciaire
Avant la bataille judiciaire de Zzyym, les passeports américains précisent le sexe ou genre des détenteurs en affichant deux marqueurs de genre : soit « M » (masculin) soit « F » (féminin).
Zzyym est le premier vétéran à solliciter un genre non-binaire sur son passeport américain dans le cadre de l'affaire Zzyym v. Blinken (qui a porté successivement plusieurs noms : Zzyym v. Pompeo, Zzyym v. Tillerson, and Zzyym v. Kerry). Face aux refus répétés du Département d'État des États-Unis de reconnaître un marqueur de genre adéquat, une cour fédérale accorde à Lambda Legal (en) (association américaine des droits et libertés civiques) le droit de former un recours le 27 juin 2017,. Le 19 septembre 2018, la District Court du Colorado interdit au Département d'État de se retrancher derrière sa politique de genrage binaire pour refuser la délivrance du passeport réclamé. En février 2021, le Département d'État déclare que « l'intégration complète de cette évolution dans nos logiciels devrait demander environ 24 mois et entraîner un coût de 11 millions de dollars ».
En octobre 2021, Dana Zzyym devient la première personne américaine à recevoir un passeport américain dont le genre est « X ».